# Vanris
Ordet vanris kommer af vand, jf. det tyske Wasserschoss vandskud', men i vore dage er stavemåden uden d mest almindelig. Vanris er fx skud dannet på stammer eller grene, og som er uønskede for dyrkningen af træet eller busken.  
Vanris er træets panikreaktion, når det registrerer, at det har mistet en betydelig del af sin bladmasse. Årsagen kan være beskæring eller følgen af et lynnedslag eller en stormskade. Vanris optræder særligt, hvis skaden er sket i vintertiden, mens træet var i dvale. Vanrisenes kaotiske fremvækst skyldes, at de dannes overalt, hvor der er "sovende øjne", altså hvilende knopanlæg. Overladt til sig selv vil skuddene udkonkurrere hinanden, sådan at kun nogle få overlever og bliver til egentlige grene. Man skal dog være opmærksom på, at disse vanris-grene har en meget svag forankring i stammen og derfor let knækker af i storm, under snetryk eller under børns leg.
Vanris forebygges ved at beskære træer i perioden juli-september, hvor træerne kan besvare tabet ved at satse hårdt på den igangværende vækst uden at aktivere de sovende øjne.